# Intelink
Intelink ist die Bezeichnung für eine Gruppe von sicheren Intranets der United States Intelligence Community. Das erste Intelink Netzwerk wurde 1994 eingerichtet, um die Vorteile des Internets zu nutzen. Allerdings war dieses Intelink-Netz noch nicht mit dem öffentlichen Internet verbunden. In diesem Netz wurden Informationen verteilt und Aktivitäten koordiniert.  Seither entwickelte sich daraus eine wesentliche Fähigkeit der US-Geheimdienste und kooperierender Organisationen, Informationen zu teilen und über die Behördengrenzen hinweg zu kooperieren und ihre Pflichten zu erfüllen. Intelink bezieht sich auf die Verfügbarkeit von Informationen der verschiedenen Geheimhaltungsstufen über ein geschütztes Netz. Eines der Schlüsselkonstrukte des Intelinks ist die Intellipedia, einer Online verfügbaren Datenbank auf der Basis von MediaWiki. Daneben laufen aber auch Blogs auf der Basis von WordPress.

## Geschichte von Intelink
Im Zweiten Golfkrieg (1990/91) entwickelten die US-amerikanischen Streitkräfte erhebliche Unzufriedenheit mit den verfügbaren Geheimdienstquellen. Es war der Leiter der Mission, General Norman Schwarzkopf, der beklagte, dass die USIC Satellitenaufnahmen nicht schnell genug liefern konnte. Informationen mussten aus unterschiedlichen Formaten erst zusammengetragen werden, bevor das Militär mit den Informationen arbeiten konnte.
1994 wurde Intelink aktiviert. Das Netzwerk wurde nur wenigen Anwendern ohne Teilnahmezwang oder Verhaltensrichtlinien verfügbar gemacht. Bis 1998 entwickelte es sich zu einem wesentlichen Faktor in der geheimdienstlichen Arbeit der US-Dienste.
Bemerkenswert war auch, dass Intelink vollständig aus kommerziell verfügbarer Software zusammengestellt wurde. Damals (1998) wurde das System mit Netscape Navigator und der Suchmaschine von AltaVista betrieben. Sicherheit vor Hackerangriffen wurde erreicht, indem das System auf einem separaten Netzwerk betrieben wurde und kein Rechner gleichzeitig auch mit dem Internet verbunden war (Air Gap). Der zweite Schutzmechanismus erforderte eine Freigabe der höchsten Geheimhaltungsstufe, bevor ein Passwort für die im Fort Meade befindliche Hardware erteilt wurde.
Trotz dieser Sicherheitsmaßnahmen behielten sämtliche dreizehn beteiligte Dienste ihre Intranets, die mit Firewalls vom Intelink getrennt waren. Im Intelink-Netz werden nur fertige Produkte veröffentlicht, Rohdaten oder Quellen werden dort nicht offengelegt.

## Versionen auf verschiedenen Intranets

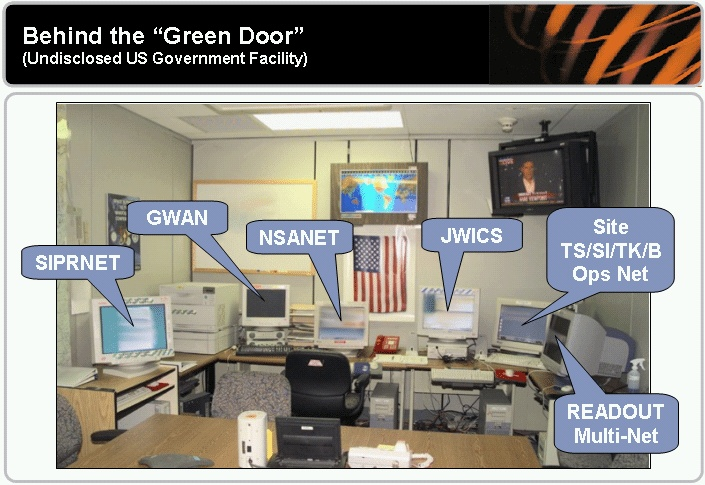
Blick in einen US secure communications center mit verschiedenen Terminals für Intelink-S (SIPRNet) und Intelink-TS (JWICS)

### Intelink-U
Intelink-U (Intelink-SBU für sensitive but unclassified) ist eine Intelink-Variante für US-Bundes-, entsprechend berechtigter Staats- und Stammesbehörden sowie lokaler Behörden für Verschlusssachen (Nur für den Dienstgebrauch) und Open Source Intelligence (OSINT). Intelink-U wurde bis Mitte 2006 als Open Source Information System (OSIS) bezeichnet.
Intelink-U verwendet das DNI-U-Netzwerk.

### Intelink-S
Intelink-S (Intelink-Secret oder Intelink-SIPRNet) ist die hauptsächlich durch das Verteidigungsministerium, das Außenministerium (vergl. COREU, SIENA) und dem Justizministerium der Vereinigten Staaten verwendete Intelink-Variante. Intelink-S wird auf SIPRNet betrieben.

### Intelink-TS
Intelink-TS (Intelink-SCI) wird von der Intelligence Community der Vereinigten Staaten für den Austausch von streng geheimer (top secret) Information verwendet. Intelink-TS wird auf JWICS betrieben.

### Intelink-P
Intelink-P (Intelink-PolicyNet) wird durch die Central Intelligence Agency als einzige Verbindung zum Weißen Haus und anderen hochrangigen Konsumenten von geheimdienstlicher Information betrieben. Häufig wird Intelink-P als CapNet bezeichnet.

### Intelink-C
Intelink-C (Intelink-Commonwealth) verbindet die Geheimdienste der Vereinigten Staaten mit denen des Vereinigten Königreichs, Kanadas und Australiens auf dem Niveau des Intelink-TS. Intelink-C wird häufiger mit seinem Netzwerknamen Stoneghost bezeichnet.

## Bücher und Romane
Der ehemalige NSA-Mitarbeiter Fredrick Thomas Martin veröffentlichte 1999 sein Werk „How U.S. Intelligence Built INTELINK - The World's Largest, Most Secure Network“. Dort behauptet er, die Geschichte und einen Insider-Blick auf das geheimste, super-sichere Intranet der US-Geheimdienste zu werfen und nie zuvor veröffentlichte Informationen zu liefern. 2004 war das Buch nicht mehr verfügbar, aber Rezensionen waren im Internet noch erhältlich.
In seinem Roman Rogue Warrior: Task Force Blue von Richard Marcinko verwendet der Held Intelink während seiner Mission zur Bekämpfung von Inland-Terrorismus in den Vereinigten Staaten und zur Erschießung des stark an Ross Perot erinnernden Architekten dieses Terrornetzwerks.
Im Roman Threat Vector von Tom Clancy, nutzt einer der Charaktere Microsofts Remote Desktop Protocol, um das Netzwerk eines Unternehmens im Verteidigungssektor der Vereinigten Staaten zu erringen und damit Zugang zum Intelink-TS auf dem Joint Worldwide Intelligence Communications System zu erhalten.